# Denis Kubica
Denis Kubica (* 8. února 1995, Myjava) je slovenský fotbalový brankář, od července 2015 působící v FK Slovan Duslo Šaľa.

## Klubová kariéra
Svoji fotbalovou kariéru začal v MFK Myjava, kde prošel přípravkou a žáckými kategoriemi mužstva. V roce 2010 přestoupil do klubu FK Senica, kde prošel dorosteneckými kategoriemi.

### FK Senica
V létě 2014 se propracoval do seniorské kategorie. 30. 6. 2014 podepsal s mužstvem nový kontrakt do konce sezony 2015/2016 s následnou roční opcí. Před sezonou 2014/15 se propracoval do prvního týmu mužstva, kde kryl společně s Martinem Junásem záda Michalu Šullovi.

### FK Slovan Duslo Šaľa
Před sezonou 2015/16 přestoupil do klubu FK Slovan Duslo Šaľa.

## Reprezentační kariéra
Denis Kubica v minulosti reprezentoval svoji zemi v kategoriich U15, U16, U18, U19.